# Малкова Тетяна Олегівна
Тетяна Олегівна Малкова (нар. 16 вересня 1988, Київ, Україна) — українська телеведуча та акторка.

## Біографія
Народилася 16 вересня 1988 року в Києві. У дитинстві батьки віддали її в танцювальний гурток. Присвятила 10 років хореографії, ще рік працювала повітряною гімнасткою в цирковій студії. У 17 років почала активно займатися вокалом.
Закінчила Київський національний педагогічний університет ім. Б. Д. Грінченка та Київський національний економічний університет ім. Вадима Гетьмана. У 2016 році закінчила майстер-клас Іванни Чаббак у Києві.
Солістка колективу «Deva Jazz».
Фіналістка проєкту «Голос країни-3» (Україна, 2013).
У 2011—2013 роках — ведуча програм на каналі «Перший Автомобільний».
У 2012—2013 роках — виконавча продюсерка телеканалу «Перший Автомобільний».
У 2013 році — ведуча програми «Підйом» на каналі «Новий канал».
У 2014—2016 роках — ведуча програми «Джедай» на каналі «2+2».
У 2015—2017 роках — акторка шоу «Пороблено в Україні» студії «Квартал 95».

## Особисте життя
Одружена з режисером Дмитром Малковим. Має двох дітей.

## Фільмографія
- 2018 — Опер за викликом
- 2018 — Ментівські війни. Харків
- 2018 — Рік собаки
- 2019 — Таксистка
- 2020 — Дільничний із ДВРЗ
- 2020 — Ментівські війни-2. Харків
- 2020 — Водоворот
- 2020 — Бідна Саша — Анжела
- 2020 — Роман з детективом — Тамара
- 2020 — Козаки. Абсолютно брехлива історія — Катерина
- 2020 — Невірна — Віка
- 2021 — Папаньки-3 — Інна
- 2021 — Моя улюблена Страшко — Оля
- 2022 — Морська поліція. Чорноморськ — Зайченко Марина Едуардівна, прокурор; головна роль
- 2024 — Конотопська відьма — Відьма
- 2025 — Відпустка наосліп — Анна